# Camille Varlet
Pour les articles homonymes, voir Varlet.
Camille Varlet (né le 2 octobre 1872 à Veneux-les-Sablons, où il est mort le 14 décembre 1952) est un peintre français.

## Biographie
Né d’un père vigneron et d’une mère couturière, il devint cheminot en 1896 mais commença très tôt la peinture en représentant les paysages de bords de Seine. Il devint alors élève du peintre impressionniste Alfred Sisley et un ami de Pierre Eugène Montézin (autre élève de Sisley). Il exposa ses toiles au Salon des artistes français, dont il devint sociétaire, ainsi qu'au Salon des indépendants en 1906. Il réalisa de nombreuses toiles, et aussi beaucoup de gouaches entre 1932 et 1938 en peignant le bord de rivières et ses embarcations. Il fit également un séjour en Algérie.
Parallèlement, Varlet s'engagea dans le syndicalisme et, militant républicain, il siégea 25 ans au conseil municipal de Veneux-les-Sablons.